# Úszó víziboglárka
Az úszó víziboglárka (Ranunculus fluitans) a boglárkavirágúak (Ranunculales) rendjébe, ezen belül a boglárkafélék (Ranunculaceae) családjába tartozó faj.

## Előfordulása
Az előfordulási területe Közép- és Dél-Európa. A hegyvidékeken gyakori, az alföldeken ritkább. Magyarországon csak a Kisalföldön fordul elő. A kisebb vízszennyeződés még serkenti is növekedését, de erősebb szennyeződés esetén állománya jelentősen csökken. A faj olykor szárazföldi alakban is megjelenik, de ez csak egyéves növény (a vízi alak évelő), és ritkán magasabb 6 centiméternél. Levélsallangjai szélesebbek, merevebbek, és párhuzamos állásúak. Virágot többnyire nem hoz.

## Megjelenése
Alámerülten élő víziboglárkafaj, felszínen úszó levelei nincsenek. Szára gyakran több méter (legfeljebb 6 méter) hosszú, hengeres, petyhüdt, a vízben lebeg. A 10-30 centiméteres levelek többszörösen villásan szeldeltek, hajszál finomságú, párhuzamos sallangokkal. A virágok fehérek, átmérőjük 15-30 milliméter.

## Életmódja
Gyors folyású, hideg vizű, homokos vagy kavicsos medrű patakok, vagy folyók lakója. A virágzási ideje júniustól augusztus végéig tart.

## Képek

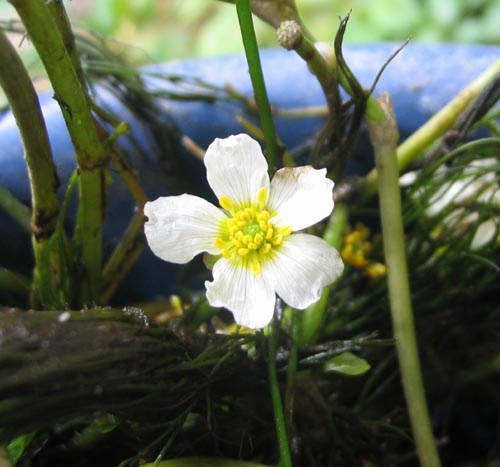
A virága
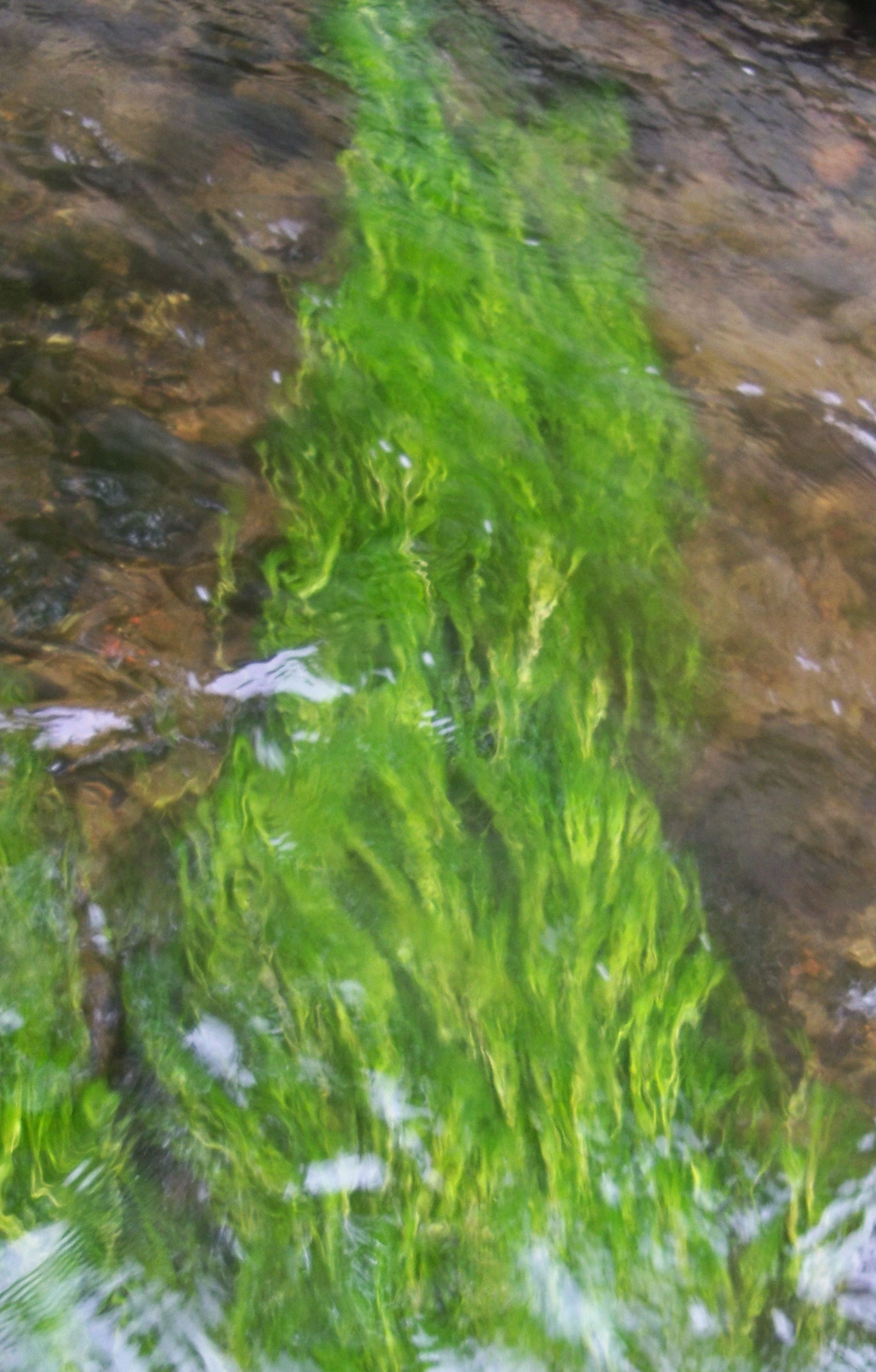
Levelei a víz alatt
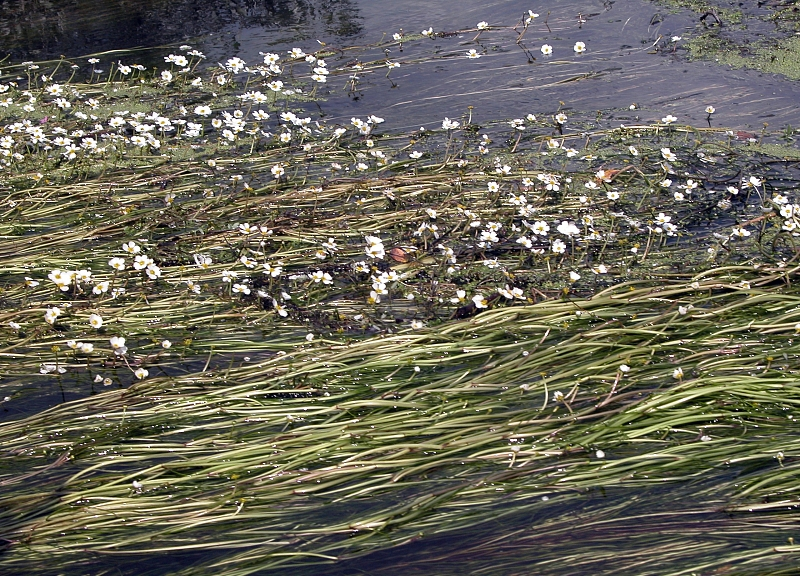
A természetes
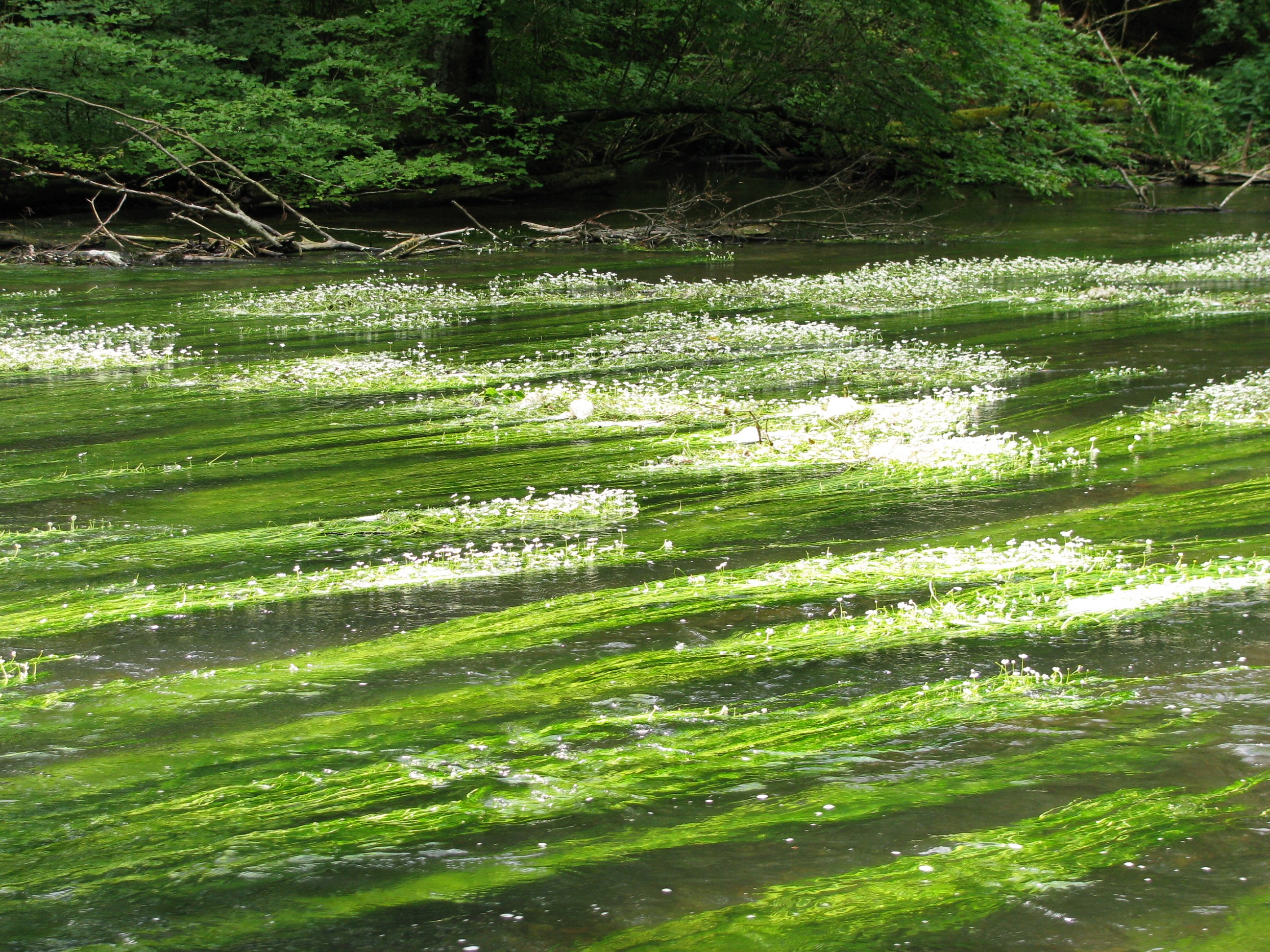
élőhelyein
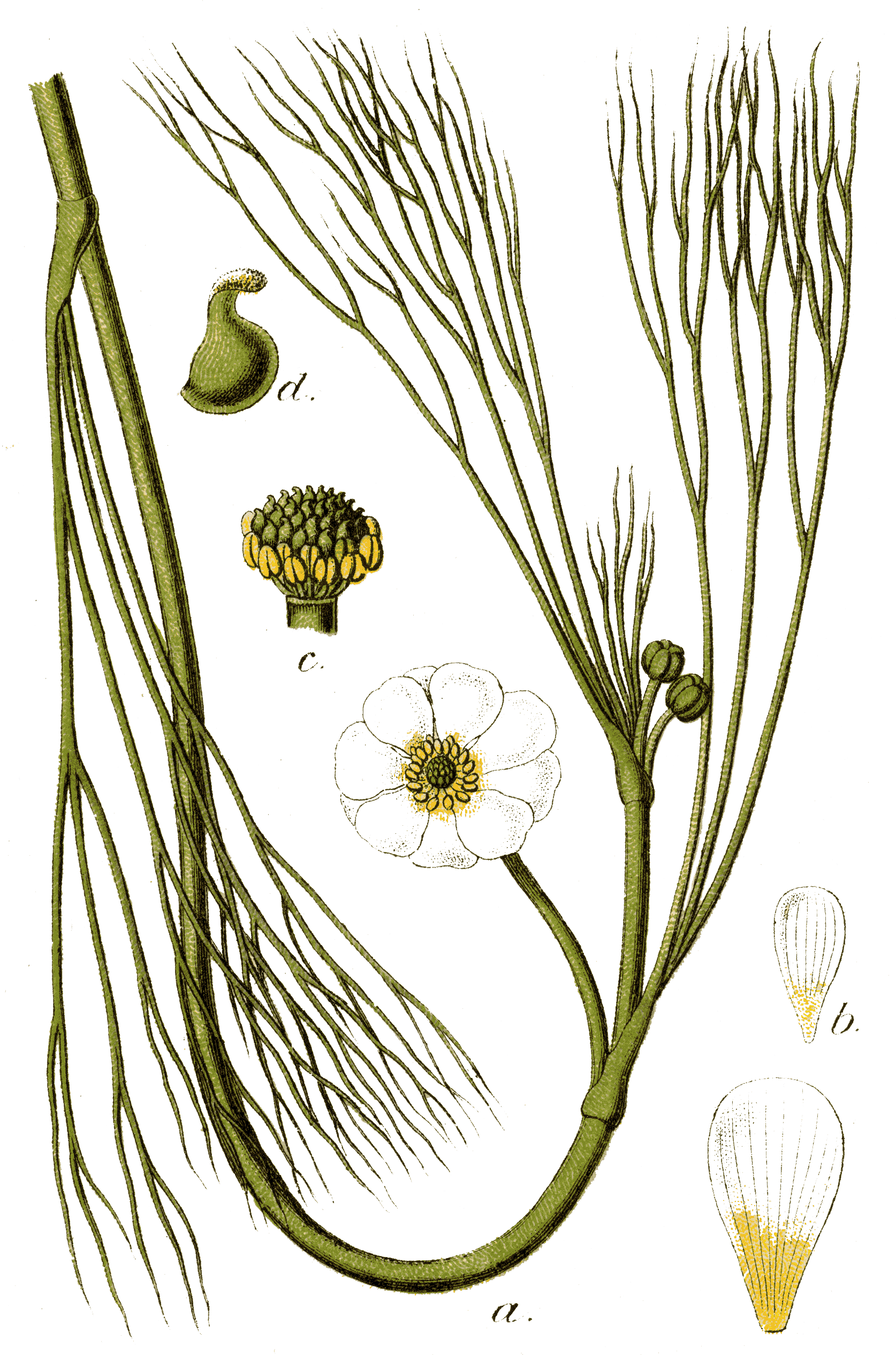
Rajz a növényről